# Odorrana fengkaiensis
Espèce
Odorrana fengkaiensis est une espèce d'amphibiens de la famille des Ranidae.

## Répartition
Cette espèce est endémique du Sud de la république populaire de Chine. Elle se rencontre dans le Guangxi et le Guangdong.

## Étymologie
Son nom d'espèce, composé de fengkai et du suffixe latin -ensis, « qui vit dans, qui habite », lui a été donné en référence au lieu de sa découverte, le xian de Fengkai.

## Publication originale
- Wang, Lau, Yang, Chen, Liu, Pang & Liu, 2015 : A new species of the genus Odorrana (Amphibia: Ranidae) and the first record of Odorrana bacboensis from China. Zootaxa, no 3999, p. 235–254.